# Santuario rupestre della Madonna del Carmine
Il Santuario rupestre della Madonna del Carmine (noto nel dialetto locale come “Madonn Abbasc”), è un santuario a cielo aperto intitolato alla Beata Vergine Maria del Monte Carmelo, sito nell’agro mottolese.

## Storia
Il santuario sorge in una piccola gravina nel territorio fra Mottola e Palagiano e dista circa 6 km dall'abitato mottolese. Si narra che il 22 Aprile 1506, la Madonna del Carmine apparve al Chierico (o secondo alcuni pastore) Francesco Pietro di Filippo chiedendogli di costruire una Cappella dedicata alla Vergine del Carmine e di venerarne la memoria l’8 Settembre (giorno in cui tradizionalmente la Confraternita del Carmine dà inizio al suo anno sociale). In seguito, alla sua devozione vennero attribuite una serie di guarigioni miracolose e soprattutto la protezione dei giovani dalle tentazioni della carne. La notte del 26 Aprile 1981, dopo la cerimonia dell’ottava di Pasqua, a causa di alcune lampade votive ad olio, divampò un violento incendio che distrusse banchi e sedie presenti nella cappella e distrusse una statua settecentesca della Madonna del Carmine insieme ad una statua di Sant’Antonio e di San Giuseppe. Grazie ai devoti mottolesi e al Comandante della Polizia Municipale di Mottola Francesco Acquaro furono recuperate le icone e riportato il luogo all’antico splendore. Nel 2003, la tremenda alluvione che colpì il tarantino provocò l’accumulo di grandi quantità di fango e la caduta di alcuni alberi ma non intaccò il patrimonio artistico.

## Descrizione
La cripta originaria è stata fortemente rimaneggiata nel corso dei secoli, presentando attualmente una pianta quadrata. Nel 1659 fu realizzata la facciata della cappella come testimoniato dalla lapide posta in alto. L’antro devozionale è scavato rozzamente nella roccia, con i pilastri monolitici che sostengono la volta piana. Sull’altare la cupola a base quadrata si eleva per otto metri e mostra sull’intradosso lo stemma della famiglia Palumbo, feudataria di Palagiano nella prima metà dell’ottocento. L’affresco sull’altare (probabilmente palinsesto su un affresco molto più antico) è datato 1654 e rappresenta la Vergine Odigitria con due angeli che le reggono la corona, mentre ai lati sono dipinti altri due angeli in ginocchio con ceri accesi. Nel sott’arco della composizione a sinistra, sono dipinte una tavoletta votiva, raffigurante una giovane donna di Grottaglie che implora la guarigione di una fistola di origine venerea ed un San Gioacchino. A destra, un’altra tavoletta votiva rappresenta un giovane nobile “passionato malamente” con i pantaloni aperti sul davanti e la madre in fervente preghiera. Si tratta probabilmente della figlia e del nipote di Tiberio Domini Roberti, barone di Palagianello alla metà del XVI secolo. Sotto quest’ultimo “ex voto” è raffigurato San Giuseppe. Sul pilastro centrale è invece rappresentata una Trinità, attribuita al XVI secolo.

## Eventi
Durante l’anno, nel santuario si svolgono vari eventi e cerimonie:
- I Sette Sabato: tradizione sentita dai devoti di Mottola e delle zone limitrofe. Nei sette sabato che precedono la Domenica delle Palme i fedeli raggiungono il santuario a piedi recitando il Santo Rosario e partecipando alla Santa Messa (celebrata dal Parroco della Parrocchia del Carmine di Mottola);
- La Passione Vivente: dal 1987 l’Associazione “Don Tonino… per amore” organizza il musical sulla Passione di Gesù Cristo. La rappresentazione si svolge la Domenica delle Palme. Nel 2012, grazie al Patriarcato di Gerusalemme, alla Conferenza Episcopale Pugliese al Servizio per la Pastorale Giovanile Regionale e Nazionale, il musical è stato rappresentato sia a Gerusalemme che a Betlemme[2].
- La Domenica in Albis (Ottava di Pasqua): dal 1981 è tradizione traslare il simulacro della Vergine del Carmine dalla Chiesa parrocchiale al santuario nelle ore mattutine. Nel santuario sono celebrate le Sante Messe. In alcuni anni, la Messa del pomeriggio è stata presieduta dal Vescovo della Diocesi di Castellaneta.
- Memoria dell'apparizione della Vergine del Carmelo: il 22 Aprile, giorno in cui si ricorda l'apparizione della Madonna del Carmine al Chierico Francesco Pietro di Filippo, viene celebrata la Santa Messa nel Santuario;
- Memoria della B.V. del Carmine: il 16 Luglio alle ore 07:00 è celebrata la Santa Messa con i devoti dei paesi limitrofi;
- Festa dell’8 Settembre: come accennato prima, è consuetudine che l’8 Settembre, memoria della nascita della B.V. Maria ci si rechi al Santuario. Qui viene celebrata la Santa Messa ed al termine viene esposto il SS. Sacramento e portato in processione nella gravina. La Confraternita del Carmine in questa data inizia il suo anno associativo.